# ウィンチェスターM1897
ウィンチェスターM1897(Winchester Model 1897)、あるいはモデル97(Model 97)、M97、トレンチガン(Trench Gun)とは、アメリカで開発されたポンプアクション式散弾銃である。外装式のハンマーとチューブ型弾倉を備える。ウィンチェスター・リピーティングアームズが製造しており、1897年から1957年までの生産数は1,000,000丁を超えたという。M1897はかつてジョン・ブローニング技師が設計したウィンチェスターM1893に改良を加えたものである。銃身長や口径ごとにいくつかの派生型が設計された。標準的なモデルは12ゲージ30インチ銃身型と16ゲージ28インチ銃身型であった。特注の場合、銃身長は20インチから36インチまでの幅で選択することができたという。設計以来、アメリカの軍隊、警察、ハンター等によって広く使用された。

## 歴史
M1897を設計したのは著名な銃器設計者のジョン・ブローニング技師である。1897年11月、当初は12ゲージのソリッドフレームモデルとしてウィンチェスター社の商品一覧に掲載された。その後、1898年10月には12ゲージのテイクダウン型が、1900年2月には16ゲージのテイクダウン型が発表された。元々、M1897はよりタフで頑丈なM1893の改良型として設計されていた。M1893に比べて機関部の厚みが増しており、当時は一般的でなかった無煙火薬弾の使用が可能になっていた。M1897は散弾銃としては初めてテイクダウン、すなわち銃身の分離を可能とした。これはレミントンM870やモスバーグM500など、今日の散弾銃では基本的な構造となった。現在では「M97はアメリカ市場で最も人気のある散弾銃となっただけではなく大量に輸出され、また散弾銃や他の銃器の標準を確立した」と評価されている。生産は1897年から1957年までの60年間続いた。その後、ウィンチェスターM1912やレミントンM870のようにより先進的なハンマー内蔵型散弾銃が開発されると、M1897は徐々にそれらに置換されていった。しかし、現在でもM1897は主に民間市場で広く流通している。

### M1893からの改善点
M1897では、M1893で指摘されていた多くの欠点が改善されていた。
- フレームが強化され、12ゲージ弾のうち2・3/4インチ弾および2・5/8インチ弾が使用できるようになった[3]。
- フレーム上部が覆われ、排莢が側面から行われるようになった[3]。これはフレームの強度に寄与するだけでなく、2・3/4インチ弾を使用する際に起きうる弾詰まりの危険性を低下させた[5]。
- スライドハンドルをわずかに前進させてアクションスライドロックを解除するまで発砲が出来ないようになっている。射撃時には銃の反動がスライドハンドルをわずかに前進させることでアクションスライドロックを解除しており、素早く射撃が行える。装填後最初の射撃など、反動がない場合には手動でアクションスライドロックを解除する必要がある[3]。
- 稼働するシェルのガイド部は、装填時に銃を傾けてもシェルが落ちないようにキャリアブロックの右側に設けられた[3]。
- 銃床が延長され、ドロップ寸も小さくなった[3]。

完全に新たな機構として設けられたスライドロックは、一種の安全装置として設計された。この機構は実際に射撃を行うまで暴発などの問題の発生を防止する。スライドロックによって、ボルトが確実に閉鎖された上で撃針が十分に前進するまで、撃針が雷管に触れることを防ぐことができる。また、射撃を直前で中止した場合にもスリーブが動作することを防止し、より安全性を高めている。

## 概要

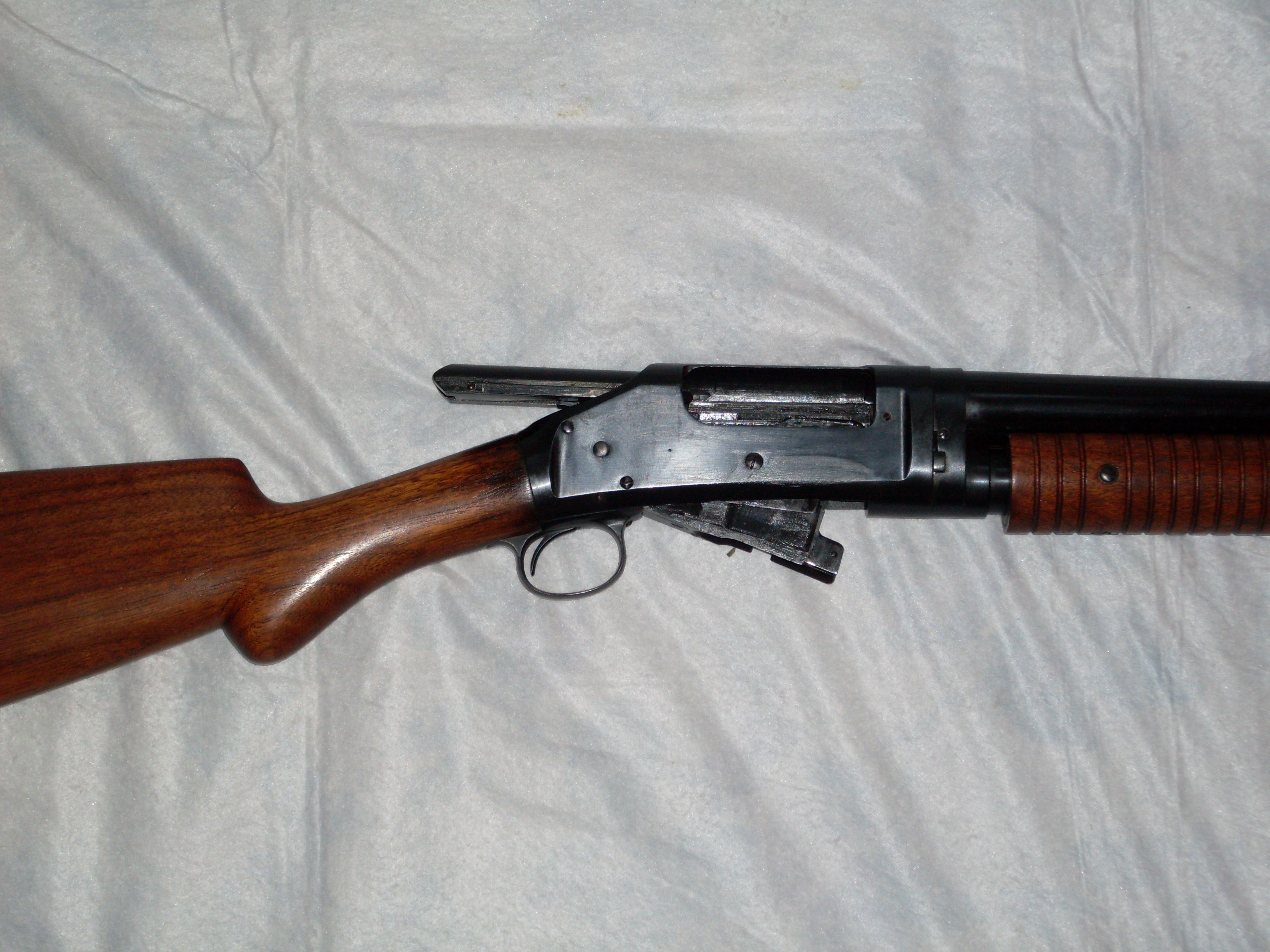
M1897の機関部を開放した様子。特徴的な長いスライドが露出している

ウィンチェスターM1897はウィンチェスターM1893の設計に改良を加えたもので、いずれもジョン・ブローニングによる設計である。M1897は特徴的な外装式ハンマーを備えるポンプアクション式散弾銃と分類されているが、1つの特徴としては引き金とハンマーを繋ぐディスコネクターが存在しないので、いわゆるスラムファイア（ラピッドファイアー、ラビットファイアーとも呼ぶ人もいる。）（slam fire, 意図的な暴発による速射）が可能である点が挙げられる。つまり、一度射撃した後に引き金を引いたままにしておくと、スライドハンドルを前後に動作させるだけで装填と共にハンマーが動作するので連続した射撃が行えるのである。M1897は長い製造期間を通じて、銃身長や口径などが異なる様々なグレードで生産された。標準的な16ゲージ型は28インチの銃身長で、また標準的な12ゲージ型は30インチの銃身長である。特注の場合は最短20インチ、最長36インチの銃身までの注文が受け付けられていた。標準的な口径は12ゲージと16ゲージの2種類である.。使用するシェルは2・3/4インチか2・5/8インチでなければならない。標準的なM1897は5発装填のチューブ型弾倉を備え、薬室を含むと6発の装填が可能であった。ただし、いくつかのグレードでは弾倉のサイズも異なっている。M1897の機関部が動作する時、フォアエンドの動作に伴ってスライドが機関部から飛び出し、排莢とハンマーのコッキングを同時に行う。
なお、様々な銃器のコピーやレプリカを設計・製造していることで知られる中国北方工業公司（ノリンコ）では、現在でもM1897のレプリカを製造している。ノリンコ製M1897の製品名はYL-1897で、ライオットガン型とトレンチガン型の2種類が販売されている。YL-1897は外見だけではなく内部機構も含めてほとんど完全にM1897のコピーを達成しているが、表面の仕上げなどはオリジナルに劣るとされている。

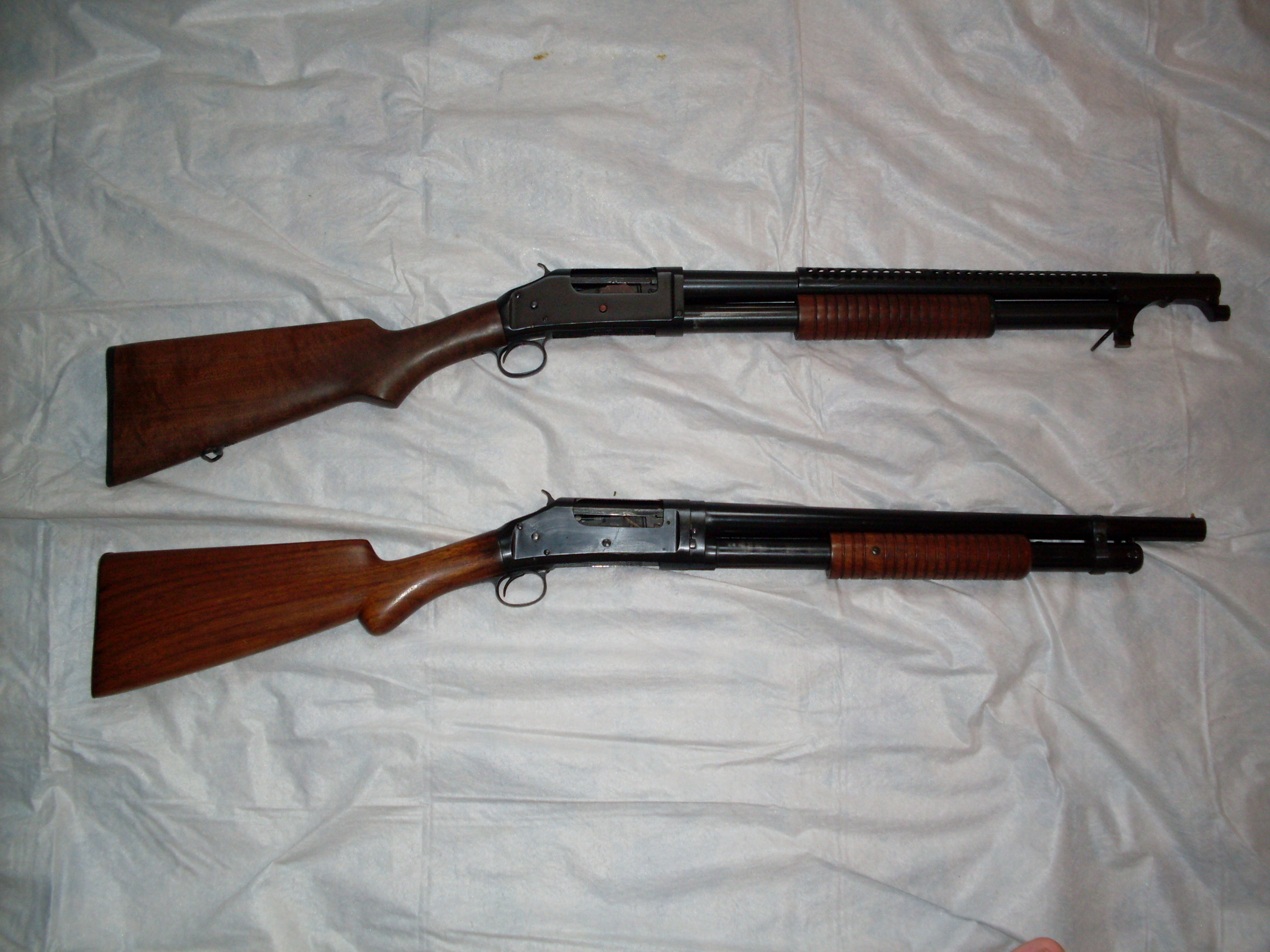
オリジナルのM1897トレンチガン（上）とノリンコM97Wライオットガン（下）

### 主なM1897のグレードの一覧
| グレード名                               | 口径 （ゲージ） | 銃身長 （インチ） | 生産期間  | 備考 |
| ---------------------------------------- | --------------- | ----------------- | --------- | --- |
| スタンダード(Standard)                   | 12,16           | 30,28             | 1897-1957 | 平坦なウォールナット製銃床と鉄製肩当てを備える。                                                                  |
| トラップ(Trap)                           | 12,16           | 30,28             | 1897-1931 | 刻み加工が施されたファンシーウォールナット製銃床を備える。                                                        |
| ピジョン(Pigeon)                         | 12,16           | 28                | 1897-1939 | トラップと同じ銃床に加え、機関部に装飾が施されている                                                              |
| トーナメント(Tournament)                 | 12              | 30                | 1910-1931 | 銃床の材質が選べる。光の反射を抑える為、機関部上部に艶消し塗装が施されている。                                    |
| ブラッシュ(Brush)                        | 12,16           | 26                | 1897-1931 | 短弾倉、平坦なウォールナット製銃床を備える。ソリッドフレーム型。                                                  |
| ブラッシュ・テイクダウン(Brush Takedown) | 12,16           | 26                | 1897-1931 | 同上。ただしテイクダウン型。                                                                                      |
| ライオット(Riot)                         | 12              | 20                | 1898-1935 | 平坦なウォールナット製銃床を備える。ソリッドフレーム型とテイクダウン型が選択できる。銃身長が上記6種に比べて短い。 |
| トレンチ(Trench)                         | 12              | 20                | 1917-1945 | ライオット型の仕様に加え、銃身の熱傷防止カバーや着剣装置、負革の吊環が追加されている。                            |

### 価格
M1897がはじめてカタログに載った時、その価格は各グレードがどの機能・装備を備えるかによって算出されていた。例えば何ら装飾のない散弾銃であれば25ドル、機関部に彫刻などの複雑な装飾を施す場合は100ドル程度が価格の目安になったという。M1897のグレードで高価だったグレードはスタンダード、トラップ、ピジョン、トーナメントの4種類である。これらのグレードは多くの場合、機関部への装飾や銃床への刻み加工などが施されていたのである。その一方、ブラッシュ、ブラッシュ・テイクダウン、ライオット、トレンチの4種類には一切の装飾が施されず、木材も安価なものだけが使用された。これらは軍や警察などによる過酷な使用を想定しており、高い確率で破損することが予想された為である。また、重量のある高級木材もこれらのグレードでは好まれなかった。装飾や高級材料、表面仕上げなどを省略したことに加え、主な顧客であった軍・警察が一度の注文で大量に購入することもあり、これらのグレードは低い価格を維持したのである。

## 軍用散弾銃として

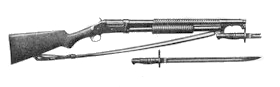
M1897トレンチガンとM1917銃剣

M1897は第一次世界大戦前からポピュラーな散弾銃であったが、戦争が始まるとM1897単体の売上が一気に上昇した。アメリカ軍は第一次世界大戦に参戦した段階で、開戦以降の3年間に関する調査および検討の結果として、塹壕戦では至近距離で強大な火力を発揮する装備が有効であろうという結論にたどり着いていた。M1897のトレンチグレード、すなわちトレンチガンは軍の要望に応えうるものとして開発された。トレンチガンは速射時の過熱を想定した放熱板を備え、M1917銃剣を取り付けられる着剣装置を備えていた。

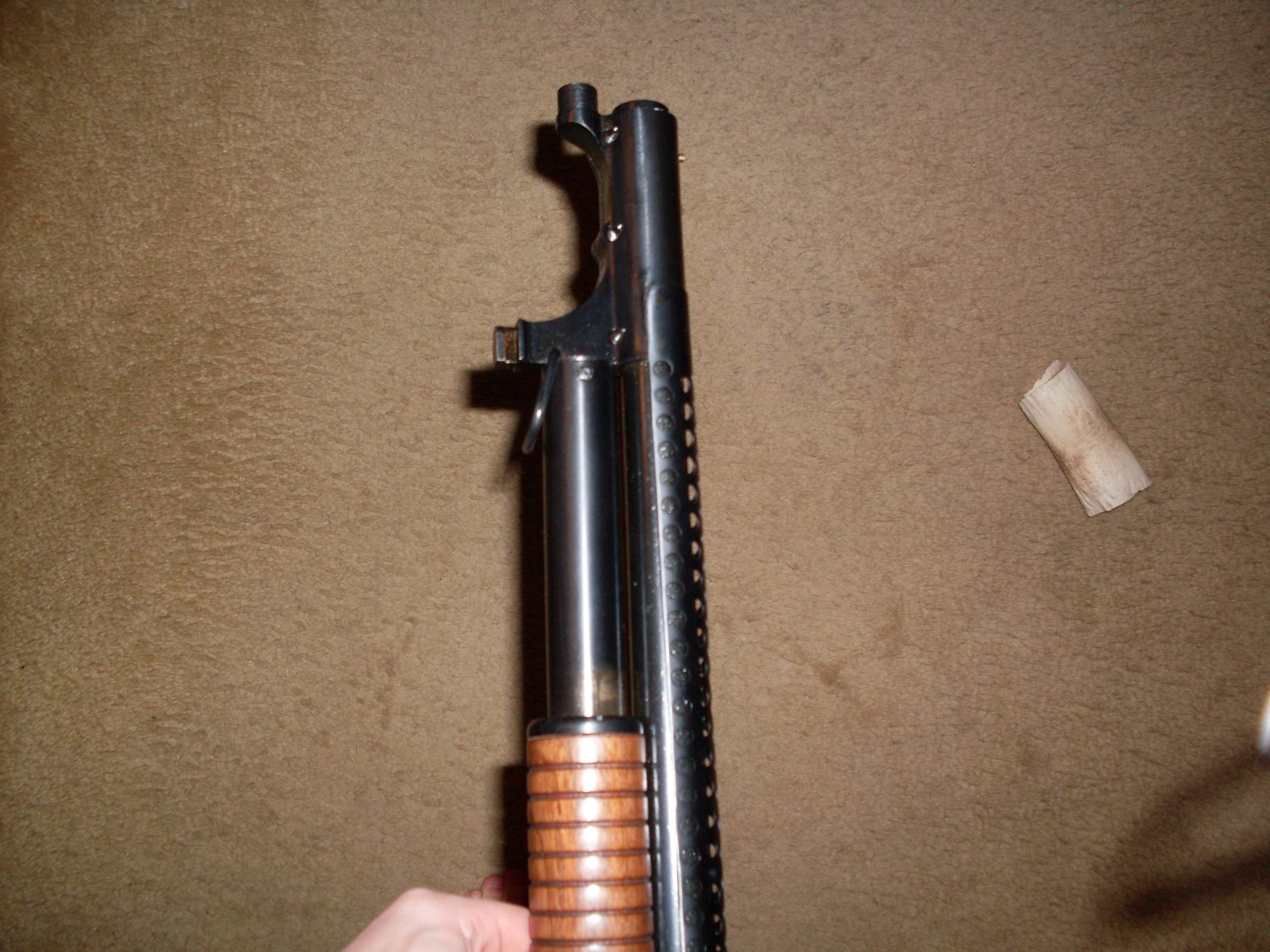
M1897トレンチガンのM1917銃剣用着剣装置

取り回しの良い20インチの短銃身を備えたトレンチガンは、狭い塹壕の中では大きな脅威となった。これらのトレンチガンは00Bのバックショット弾（8.4mm弾x9粒）を使用した。また、いくつかの特殊な用途での使用も試みられた。例えばトラップ射撃に自信のある兵士は、敵兵が投げ込んできた手榴弾を自軍塹壕に落ちる前にトレンチガンで撃ち落とし、爆破する役割を与えられていた。
多くの近代的ポンプアクション式散弾銃と異なり、M1897はディスコネクターを欠いていた為にスラムファイアが可能であった。これは6発の装填数と共に近接戦闘における大きな強みとなり、将兵らはM1897によるスラムファイアをトレンチスイーパーと俗称した。ドイツ帝国政府はこれら軍用散弾銃が非人道的火器であり使用の禁止を定めるべきとの抗議を行なっている。ただし、この抗議はのちに却下されている。第二次世界大戦でも少数がアメリカ陸軍およびアメリカ海兵隊によって使用されたが、多くはハンマー内蔵型で同じくスラムファイアが可能なウィンチェスターM1912に更新された。
その他、施設内の警備や捕虜の護送、後方警備、襲撃、市街戦、ジャングル戦などの特殊な任務でもこれらの散弾銃は使用された。

## 第一次世界大戦での抗議について
M1897は第一次世界大戦中のアメリカ兵によって盛んに使用されたが、まもなくしてドイツ側から公的な抗議が行われた。1918年9月19日、ドイツ帝国政府は散弾銃が戦時国際法に抵触するとして、アメリカの散弾銃使用に対する外交的抗議を行なった。ドイツによる抗議は、すなわち「散弾銃はハーグ陸戦条約における『不必要な苦痛を与える兵器』に該当すると推定され 、これは戦闘における散弾銃の使用の合法性を問う唯一の機会である」との内容であった。しかし、アメリカ陸軍法務部とロバート・ランシング国務長官はハーグ陸戦条約に関する協議を重ね、速やかにドイツ側の抗議を却下した。なお、フランスやイギリスもまた第一次世界大戦中に塹壕戦向け装備として散弾銃の使用を検討している。ただし、英仏では高威力な散弾の開発を行なっておらず、また主に普及していたのは速射性に劣る二銃身型散弾銃であったことから制式採用には至っていない。

### ドイツ側の反応
抗議の却下に対するドイツ側の動揺は大きく、彼らはこれを戦時国際法に反する不当な扱いであると受け止めた。抗議が却下された直後、ドイツは散弾銃で武装していたことが明らかな米軍捕虜全員を厳罰に処す旨を発表した。この発表を受けた直後、アメリカ側でもドイツ兵捕虜に対する報復が行われたという。

## その他の使用
第一次世界大戦の後、短銃身型のM1897はウィンチェスター社からライオットガンとして販売された。これらは全米の警察署にて配備されたほか、アメリカン・エキスプレス社のメッセンジャーが自衛用に携行したことも知られている。ライオットガンはトレンチガンと異なり、着剣装置や放熱板、負革の吊環が無かった。